# Yongning (Yinchuan)
Der Kreis Yongning (chinesisch 永宁县, Pinyin Yǒngníng Xiàn) ist ein Kreis des Verwaltungsgebiets der bezirksfreien Stadt Yinchuan, der Hauptstadt des Autonomen Gebietes Ningxia der Hui-Nationalität in der Volksrepublik China. Er hat eine Fläche von 1.295 km² und zählt  321.618 Einwohner (Volkszählung 2020). Sein Hauptort ist die Großgemeinde Yanghe (杨和镇).